# Beyond All Reason
《Beyond All Reason》是一款免费开源的科幻题材即时战略(RTS)游戏，目前正处于开发阶段，支持Window和Linux平台。此游戏基于SpringRTS引擎的衍生分支Recoil引擎构建，并深度借鉴了《横扫千军》与《最高指揮官》等经典RTS游戏的设计理念。虽然当前仍处于alpha测试阶段，但游戏已具备完整可玩性，用户可在官网上直接下载。 在现阶段，游戏已包含的内容为：单人遭遇战、剧情场景模式、多人PvP对战及合作模式。开发团队计划在达成战役模式和游戏匹配系统等关键里程碑后正式登陆Steam等游戏平台。

## 发展历程
《Beyond All Reason》的诞生可追溯至SpringRTS引擎社区内多年来的一系列开源项目。该引擎于2005年4月以GPL开源协议 发布，旨在复刻Cavedog Entertainment经典RTS《横扫千军》的核心玩法。引擎发布后迅速吸引了大量开发者与RTS爱好者的关注，并衍生出多数项目，拓展了SpringRTS社区的游戏生态。这些项目中备受瞩目的游戏之一为《Absolute Annihilation》，基于《横扫千军》的模组UberHack开发而成。而其后续衍生分支《Balanced Annihilation》最终成为了《Beyond All Reason》的核心玩法来源。
最初，《Beyond All Reason》是为了替换所有涉及《横扫千军》知识产权内容而催生出的项目，之后逐渐发展成为完全原创的游戏作品。作品的首批美术资源于2010年公开，之后开发进程时断时续，直至2013年最终陷入停滞并被开发团队放弃。在2019年，新一代开发者联合原开发团队重启了项目，使其进入了可玩阶段。此后，《Beyond All Reason》保持了持续开发，并逐步改善了游戏玩法的各个方面及底层架构。

## 游戏玩法
《Beyond All Reason》提供了两个独特阵营供玩家选择：Armada和Cortex。前者主要侧重于高速机动和隐蔽战术，而后者则主要侧重于暴力压制策略。每个阵营都拥有独自的机器人步兵(机甲)、载具、飞行器及海军单位体系。游戏开局时玩家仅拥有一个单位：指挥官。如同国际象棋中的王，抢先摧毁对方指挥官的玩家会立即获得胜利。游戏支持多种模式，包括：1v1、最多至8v8的团队对抗、对抗由电脑操控敌军的生存模式及可离线游玩的单人剧情场景模式。
游戏中有两种不同的资源：能量和金属。玩家可以通过建造风力发电机、太阳能发电站或核能发电站来获取能量。金属的获取方式为在金属矿床上建造提炼器或回收战场上的敌军及友军残骸。与许多其他的即时战略游戏不同，本作采用了动态资源流经济系统，地图上的资源并非有限，玩家可以通过资源生产建筑和单位来实现无限的经济扩张。这一设计旨在让玩家能在游戏过程中不断生产并使用造价更高、破坏力更强且更具效率的单位。
物理和地形会影响战斗和策略。所有投射物都以实时计算其运动轨迹，这就意味着地形地貌及弹道都会对其产生影响。地形特征会阻挡雷达信号，使得将单位藏在障碍物后来躲避对方雷达成为可行的策略。另外，不同的单位也会受到地形的不同影响：机甲能攀登陡坡，而载具在崎岖地形上时机动能力会大幅下降。这使得玩家在建造单位时需要在地形适应性和火力之间进行取舍。
《Beyond All Reason》是《横扫千军》的精神续作，因此两作间许多核心玩法机制都存在相似之处。不过，本作的许多变革使其成为了一款独特的游戏。全新的3D引擎实现了更加复杂的全物理模拟，并支持了更大规模的战场表现，同时经过优化的操作界面提升了玩家对每个作战单位进行微操的能力。
在升级版引擎基础之上，游戏还拥有用Lua编写的可定制化界面框架，对原有的界面进行了现代化。例如，对一组单位的指令可以通过鼠标拖拽下达，在圆形区域内自动分配，还可以设置自动循环指令或重复指令。许多用户界面功能，如拖拽操控单位，显著改变了原游戏的玩法。

## 开发

### Recoil引擎
Recoil引擎是基于SpringRTS引擎的一个分支版本，进行了大量的性能优化及其他改进。例如：
- 新增了多线程寻路系统
- 重制了贴图、特效及光照
- 全新的现代GL4渲染器

该引擎的网络同步性能和大规模战场模拟性能在一次庆祝Discord社区成员突破40000人的活动中得到了展示。在活动期间，在一局游戏内的对战人数屡次突破记录，单局游戏容纳了80人、110人，甚至160人同场作战。这一里程碑事件吸引了游戏圈的广泛关注，并获得了多家游戏媒体及内容创作者的报道。

## 公众反响
《Beyond All Reason》在玩家社区和媒体评测中均获得了高度评价。 评测普遍注意到了游戏的策略深度、高上手难度、PvP玩法、容纳数百单位的大规模战场，及较高的整体完成度。
PCMag将本作称为“近年来最棒的RTS作品”。" PC Gamer称：“《Beyond All Reason》通过超大规模的社区庆祝混战打破了边界。”德国游戏新闻杂志GameStar称其拥有“在RTS游戏中见过最宏大、最具震撼的战场”。随着时间推移，该项目已凝聚起一个规模可观的玩家社区。游戏在国际上受到了广泛的认可，并在Rock Paper Shotgun的“史上最受欢迎战略游戏”榜单上获得了第20名的成绩。
当Chris Taylor在被问到对本作的第一印象时表示，看到《Beyond All Reason》让他感到“超现实”，并感慨自己的原创作品能启发这样的后续项目发展“自成一家”。

## 引用
1. ↑  . GitHub.   [2024-09-25]. （原始内容存档于2024-09-25） （英语）.
2. 1 2  . www.beyondallreason.info.   [2024-09-25]. （原始内容存档于2024-09-26） （英语）.
3. ↑  . GamingOnLinux. 2020-11-16  [2024-09-25] （英语）.
4. 1 2  . GamingOnLinux. 2023-01-04 （英语）.
5. ↑  . www.beyondallreason.info.   [2024-09-25] （英语）.
6. ↑  Gibson, Ellie. . Eurogamer.net. 2005-04-28  [2024-09-25]. （原始内容存档于2024-09-25） （英语）.
7. ↑  . springrts.com.   [2024-09-25]. （原始内容存档于2024-09-25）.
8. ↑  . GamingOnLinux. 2021-11-18 （英语）.
9. 1 2  . PC Gamer. 2025-03-18  [2025-03-21]. （原始内容存档于2025-03-20）.
10. 1 2  Castle, Katharine. . Rock, Paper, Shotgun. 2023-02-23  [2023-05-01]. （原始内容存档于2023-05-01） （英语）.
11. ↑  . Game Rank. 2024-10-30 （英语）.
12. ↑  . Tweakers （荷兰语）.
13. ↑  . PCMAG. 2023-07-12 （英语）.
14. ↑  Hauser, Reiner. . GameStar. 2023-09-19  [2024-10-04] （de-DE）.
15. ↑  Taylor, Chris.  (video). youtube.com. Beyond All Reason. 2023-05-08  [2025-05-06]. （原始内容存档于2024-02-10） （英语）.